# Jiří Písařík
Jiří Písařík (* 25. června 1977, Plzeň) je český obchodník, podnikatel a závodní jezdec. V roce 2005 založil se svou manželkou společnost Bohemia Energy, která dodávala elektřinu pro malé a střední podniky. O rok později společnost rozšířila nabídku o dodávky elektřiny do domácností, v roce 2007 začala služby nabízet na Slovensku a v roce 2009 začala dodávat plyn. V průběhu několika let se společnost stala největším alternativním dodavatelem energií na českém trhu. Hodnota majetku Jiřího Písaříka byla časopisem Forbes odhadnuta ještě v říjnu 2021 na 8,3 miliardy korun. Kvůli prudkému zvýšení tržních cen energií na podzim 2021 a problémům s cash flow ukončila skupina v říjnu 2021 svoji činnost.
Jiří Písařík je ženatý s manželkou Hanou, obchodnicí a spolumajitelkou firmy Bohemia Energy. Má tři děti. Bydlí v jeho vlastním jezdeckém areálu Horse Park - Kamenný Dvůr. Mezi jeho záliby patří závodní auta a automobilové závody. S manželkou vlastní jezdecký areál.